# Jerónimo Bautista Lanuza

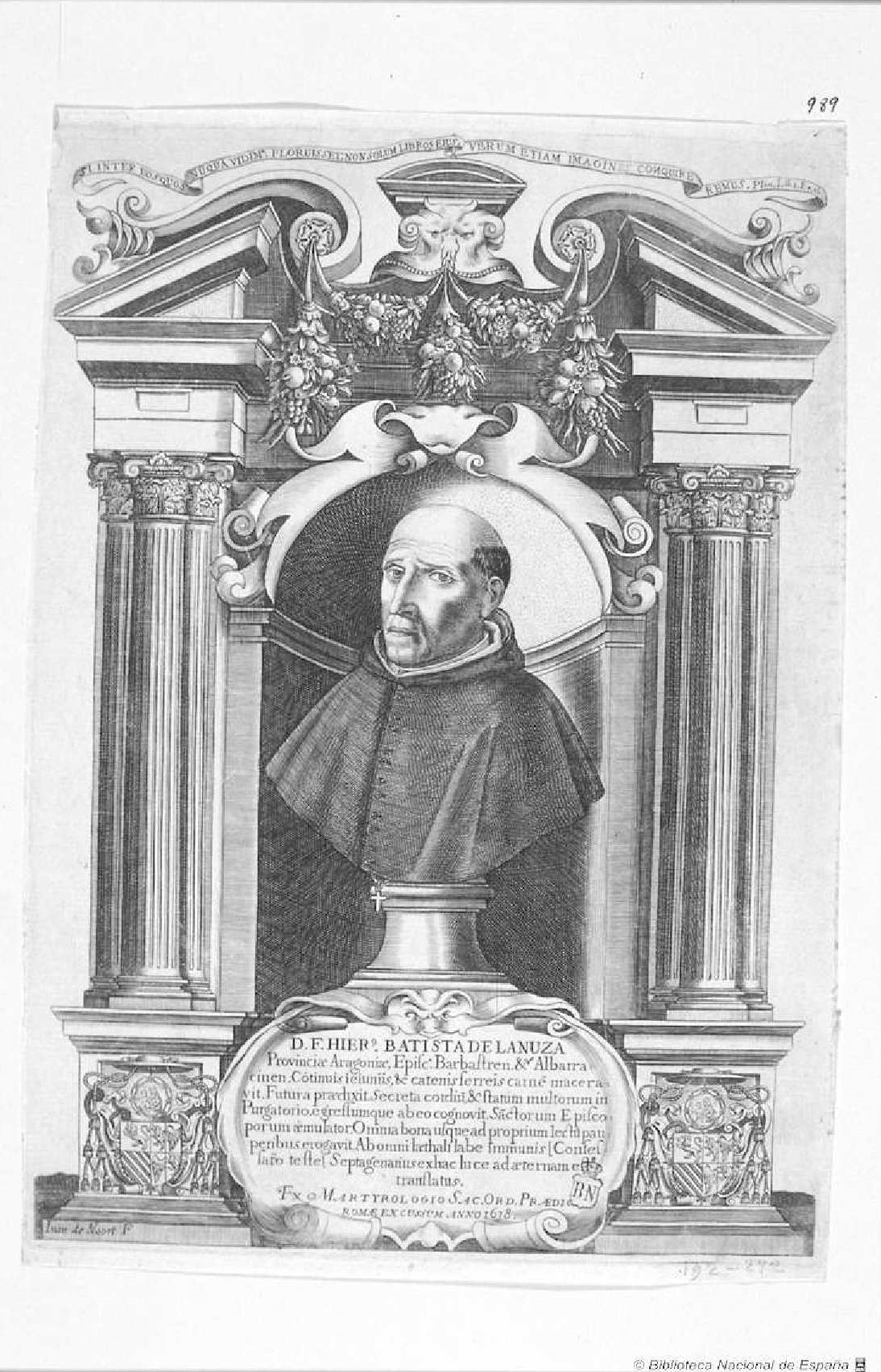
Juan de Noort: Retrato de Jerónimo Bautista de Lanuza, aguafuerte y buril, 277 x 198 mm, recogido en la Vida del venerable y apostólico varón ... don Fray Gerónimo Batista de Lanuza de la Orden de Predicadores, en Zaragoza, por Pedro Lanaja, 1648. Madrid, Biblioteca Nacional de España.

Jerónimo Bautista de Lanuza o Gerónimo Bautista de Lanuza O.P. (Híjar, 3 de enero de 1553 – Albarracín, 15 de diciembre de 1624), obispo español y fraile dominico.

## Biografía
Hermano de Martín Bautista de Lanuza, 56º Justicia de Aragón, fue alumno de Luis Beltrán y destacó pronto por su oratoria. Profesó en la Orden de Predicadores y fue provincial de dicha Orden. Fue obispo de Barbastro y Albarracín.
Comenzó los estudios de Filosofía en Zaragoza y de allí pasó a Valencia donde tomó el hábito de Santo Domingo a los 16 años de edad, teniendo por maestro al religioso Luis Beltrán. Terminados los estudios de Filosofía pasó a concluir los de Teología al Colegio de San Esteban de Salamanca, donde antes de ordenarse sacerdote ejerció el oficio de Lector en artes, si bien a lo que más se dedicó fue al estudio de las Sagradas Escrituras.
A pesar de que su humildad le llevó a rechazar cargos honoríficos y de responsabilidad en dos ocasiones, se vio obligado en virtud de su voto de obediencia, a aceptar el puesto de Provincial de los territorios de la antigua Corona de Aragón. Estuvo considerado como uno de los más elocuentes oradores de su siglo y sus muchas publicaciones fueron traducidas al latín y al francés.
Después de renunciar varias veces a ocupar sede episcopal, finalmente en el año 1616 aceptó la mitra de Barbastro. Fue consagrado en la Seo de Zaragoza el 30 de noviembre de dicho año, tomó posesión de la sede el 1 de diciembre, e hizo su entrada solemne el día 21 del mismo mes.
Durante su pontificado, sin desatender sus deberes pastorales, dedicó buena parte de su tiempo al estudio de la Sagrada Escritura, dando como fruto la publicación de varios volúmenes que puso al servicio de los predicadores de la época. Otros trabajos a los que se dedicó con empeño estuvieron relacionados con la defensa de los derechos de la mitra, para lo cual tuvo que sostener algunos pleitos relacionados con las reclamaciones del Real Monasterio de San Victorián sobre determinadas parroquias, pleitos que perduraron durante varios episcopados.
En el año 1622 fue trasladado a la sede de Albarracín (Teruel), donde murió el 15 de diciembre de 1624 a los 71 años de edad siendo sepultado en el presbiterio del Convento de Predicadores de dicha ciudad; tres años después fueron trasladados sus restos a la iglesia del Pilar de Zaragoza.
Fue notoria la fama de santidad que dejó este insigne prelado y en varios sínodos celebrados posteriormente constan los decretos de apertura de la causa de beatificación y las propuestas para que se trasladen al Papa esos deseos del obispado.
El padre Fuser, su confesor, escribió su biografía en 1648 y en el martirologio de la orden de predicadores se le dedica una amplia semblanza. Por todo ello, le corresponde el título de Venerable con el que es nombrado por muchos historiadores.

## Obras
Escribió gran cantidad de obras, generalmente en forma de homilías: Tratados evangélicos; Homilías en tres volúmenes en folio; Memorial contra los jesuitas y Homilías sobre solemnidad del Santísimo Sacramento. Sus homilías fueron publicadas por los ilustrados salmantinos Miguel Martel y Juan Justo García, apoyados por Juan Meléndez Valdés, en 1790. 
- Fray Jerónimo Bautista de Lanuza, Homilías sobre Evangelios que la Iglesia Santa propone los días de Quaresma, Barbastro, 1621.
- Miguel Martel, Juan Justo García: Discursos predicables del Ilmo. Señor Don Gerónimo Bautista de Lanuza (1553-1624), Salamanca, 1790-91.

| Predecesor: Juan Moriz de Salazar | Obispo de Barbastro 1616-1622    | Sucesor: Pedro Apaolaza Ramírez |
| Predecesor: Gabriel Sora Aguerri  | Obispo de Albarracín 1622 - 1624 | Sucesor: Pedro Apaolaza Ramírez |